# Cần Kiệm
Cần Kiệm là một xã thuộc huyện Thạch Thất, thành phố Hà Nội, Việt Nam.
Xã có diện tích 7,23 km², dân số năm 2021 là 9.368 người, mật độ dân số đạt 1.295 người/km².
Xã là nơi bác Hồ từng sống và làm việc (từ ngày 13-1 đến ngày 2 tháng 2 năm 1947, tức 22 tháng Chạp năm Bính Tuất đến 12 tháng Giêng năm Đinh Hợi) tại xóm Lài Cài, thôn Phú Đa, xã Cần Kiệm, huyện Thạch Thất. Trong 19 ngày ở Cần Kiệm, Bác cùng với các đồng chí cán bộ chủ chốt của Đảng và Chính phủ họp bàn, quyết định những công việc quan trọng của đất nước.
Tại đây, Bác viết Thư chúc Tết đồng bào và chiến sĩ Nam Bộ (ngày 24 tháng 1 năm 1947), Thư gửi các chiến sĩ cảm tử quân Thủ đô (ngày 27 tháng 1 năm 1947), Thư gửi các chiến sĩ Vệ quốc đoàn, tự vệ và dân quân toàn quốc... Bác cũng dành thời gian sửa chữa các sách cũ để cho in lại và phát hành rộng rãi như: Vấn đề du kích, Binh Pháp, Chính trị viên, Chiến thuật du kích... Ngày nay, ngôi nhà lá Bác ở năm xưa đã được gìn giữ, tu tạo thành Nhà lưu niệm Bác Hồ tại xóm Lài Cài, xã Cần Kiệm.